# Guido Graf (Politiker)

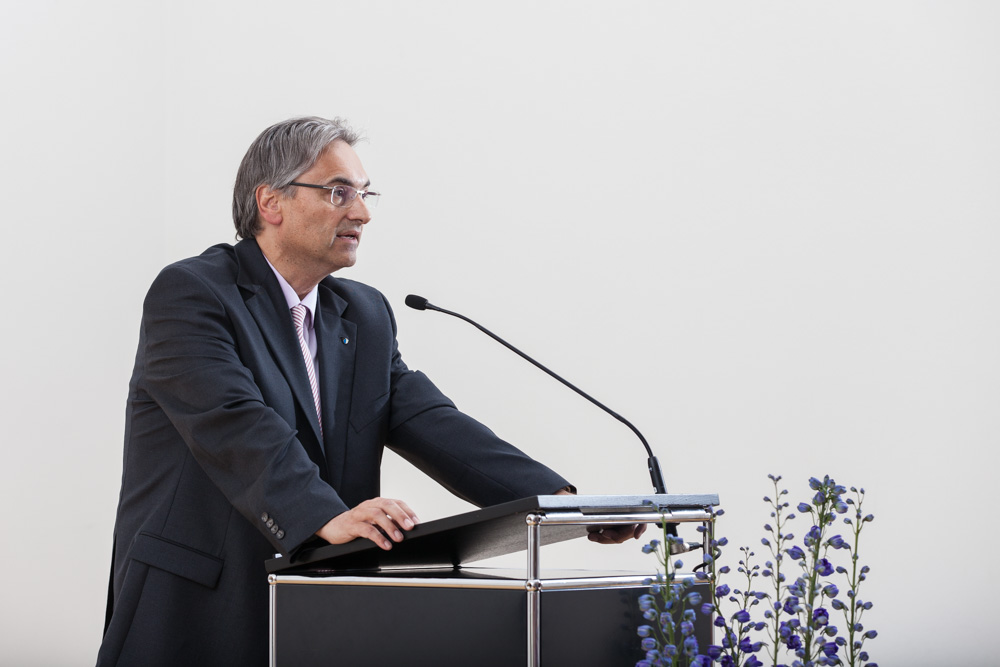
Guido Graf 2014 anlässlich einer Diplomfeier in Luzern

Guido Graf (* 11. Juni 1958 in Pfaffnau; heimatberechtigt ebenda) ist ein Schweizer Politiker (Die Mitte, vormals CVP). Seit dem 1. Januar 2010 bis am 30. Juni 2023 war er Regierungsrat des Kantons Luzern und leitete das Gesundheits- und Sozialdepartement.

## Leben
Graf ist Bautechniker und diplomierter Verbands-/NPO-Manager VMI der Universität Freiburg. Er arbeitete als Geschäftsführer und Verwaltungsratspräsident der von ihm gegründeten Graf und Partner AG in Luzern, die Managementaufgaben von NPOs übernimmt.
Von 1991 bis 2006 gehörte Graf dem Gemeinderat von Pfaffnau an, wo er dem Ressort Bau vorstand. Von 1999 bis 2009 war er Luzerner Kantonsrat, wobei er von 2003 bis 2009 die CVP-Fraktion leitete. Am 27. September 2009 wurde er für den zurückgetretenen Markus Dürr in die Luzerner Kantonsregierung gewählt und trat am 1. Januar 2010 dessen Nachfolge als Gesundheits- und Sozialdirektor an. Am 10. April 2011 wurde Graf anlässlich der Gesamterneuerungswahlen als einziger Kandidat im ersten Wahlgang bestätigt. Am 29. März 2015 wurde er wiederum im ersten Wahlgang mit dem besten Resultat für eine weitere Amtsperiode wiedergewählt. Bei den Gesamterneuerungswahlen im Jahr 2023 ist er nicht mehr angetreten. 
Graf ist verheiratet, Vater von drei Kindern und wohnt in Pfaffnau.